# Али, Ерлик Шакирович
Ерлик Шакирович Али (каз. Ерлік Шәкірұлы Әли; род. 11 мая 1962) — казахстанский дипломат. Чрезвычайный и полномочный посол Республики Казахстан в Эфиопии (2014—2019), Румынии (с 2023 года).

## Биография
Происходит из подрода Керней рода Каракесек племени Аргын.
В 1984 году окончил Московскую сельскохозяйственную академию имени К. А. Тимирязева, в 1991 году — Институт экономики Академии наук КазССР. Трудовую деятельность начал в 1984 году в селе Ростовка Карагандинской области.
В 1992—1993 годах работал старшим специалистом валютного управления в «Казкоммерцбанке».
Дипломатическую деятельность начал в 1993 году в качестве заместителя заведующего отделом организации экономического сотрудничества Министерства иностранных дел Республики Казахстан (МИД РК).
В 1994—1998 годах — первый секретарь посольства Казахстана в Арабской Республике Египет.
С 1998 по 2002 годы работал в центральном аппарате МИД РК в управлении международных экономических организаций, в департаменте международного экономического сотрудничества, возглавлял отдел политической группы представительства МИД РК в городе Алматы, занимал должность начальника отдела Центральной и Восточной Европы департамента Европы и Америки МИД РК.
С 2003 по 2006 годы был советником посольства Казахстана в Литовской Республике.
С 2006 по 2008 годы был начальником управления в департаменте многостороннего сотрудничества МИД РК.
В 2008 году был назначен заместителем директора департамента общеазиатского сотрудничества МИД РК, в 2009—2014 годах возглавлял этот департамент.
С 21 октября 2014 года по 18 июля 2019 года являлся Чрезвычайным и Полномочным Послом Республики Казахстан в Федеративной Демократической Республике Эфиопия.
С 2019 года работал в МИД РК послом по особым поручениям, национальным координатором по вопросам деятельности Шанхайской организации сотрудничества от Республики Казахстан.
С 24 марта 2023 года — Чрезвычаный и Полномочный Посол Республики Казахстан в Румынии.